# فيليكس أنان
فيليكس أنان (بالإنجليزية: Felix Annan)‏ هو لاعب كرة قدم غاني في مركز حراسة المرمى، ولد في 22 نوفمبر 1994 في غانا. شارك مع منتخب غانا لكرة القدم. أما مع النوادي، فقد لعب مع أشانتي كوتوكو.

## وصلات خارجية
- فيليكس أنان على موقع قاعدة بيانات كرة القدم.إي يو (الإنجليزية)
- فيليكس أنان على موقع ناشيونال فوتبول تيمز (الإنجليزية)
- فيليكس أنان على موقع Soccerway.com (الإنجليزية)
- فيليكس أنان على موقع عالم كرة القدم.نت (الإنجليزية)